# Уездный город (команда КВН)
«Уездный город» — команда КВН, сборная городов Челябинска и Магнитогорска, чемпион Высшей лиги 2002.

## История
Команда образовалась в 1999 году после сочинского фестиваля в результате объединения челябинской команды «Земляки» и команды КВН Магнитогорского государственного педагогического института. Обе команды попали в телевизионную версию галаконцерта. В этом же году команда отправляется в Первую лигу, проходившую тогда в Казани. Занимая проходные места в 1/8, 1/4 и 1/2 финала команда дошла до финала, где победила. Также в 1999 году «Уездный город» принимал участие в Юрмальском фестивале, но никаких наград не получил.
В 2000 году команда, как чемпион Первой лиги, попадает в Высшую лигу КВН, где доходит до полуфинала, в котором проигрывает команде «Утомлённые солнцем». За время полуфинала лидерство переходило от одной команды к другой, и жюри предложило добрать «Уездный город» в финал, но добора не произошло.
В 2001 году «Уездный город» вновь принял участие в сезоне Высшей лиги, вновь дошёл до полуфинала и вновь проиграл «Утомлённым солнцем». Летом команда приняла участие в фестивале «Голосящий КиВиН 2001», но не смогла попасть в число призёров.
В 2002 году команда снова дошла до полуфинала, где проиграла Сборной Санкт-Петербурга, но была взята в финал решением Президента МС КВН А. В. Маслякова. Финал команда начала со штрафом −0,2 балла, что не помешало ей в итоге занять первое место и стать чемпионом Высшей лиги. На фестивале в Юрмале «Голосящий КиВиН 2002» «Уездный город» завоевал «Малого КиВиНа».
В июне 2003 года «Уездный город» приезжает на Юрмальский фестиваль, но уральцы не смогли попасть даже в телеверсию фестиваля. В августе, в качестве чемпиона Высшей лиги, команда приняла участие в Летнем кубке, где заняла второе место, обыграв «Уральских пельменей», но уступив «Сборной СССР». В 2004 году «Уездный город» разделил Летний кубок с «Утомлёнными солнцем» с единственной ничьей в играх Летнего кубка. В 2006 году они выступают на Юбилейной игре, посвящённой 45-летию КВН. Кроме того в 2006 году они приняли участие в полуфинале Высшей Украинской лиги, где соревновались с командами ЧП и «Дети лейтенанта Шмидта», но проиграли команде ЧП.
В 2009 году команда приняла участие в Летнем кубке «в стиле ретро», где заняла второе место, уступив «Утомлённым солнцем», но опередив «МаксимуМ». В 2011 году в связи с пятидесятилетием КВН на юрмальский фестиваль «Голосящий КиВиН» были приглашены команды, уже награждённые «КиВиНом» прежде. Среди них оказался и «Уездный город». После восьмилетнего перерыва команда вновь выступает в Юрмале и награждается одним из двух «КиВиНов в светлом» — второй по значимости наградой фестиваля.
В 2014 году команда вновь приняла участие в Юрмальском фестивале, и Сергей Писаренко получил специальный приз от А. В. Маслякова — янтарного Кивина.
В октябре и ноябре 2017 года стали участниками юмористической программы «Дизель Шоу», позиционирующей себя как неполитический шоу-проект бывших участников украинской КВН-лиги и принадлежащей Dizel Studio на украинском телеканале ICTV.

## Стиль выступлений
Начиная с 2000 года в большинстве выступлений команды использовались одни и те же образы: Сергей Писаренко — уральский мужик, Евгений Никишин — нескладный, застенчивый «ботаник» в очках, часто начинающий свою часть выступления с фраз «Познавательная страничка» или «В НИИ цитологии и генетики…», Аркадий Лапухин — вечный школьник, в школьной форме, с пионерским галстуком и ранцем за спиной, Александр Журин — спортсмен в кепке, рубаха-парень, Станислав Ярушин — молодой и энергичный подросток.

## Состав

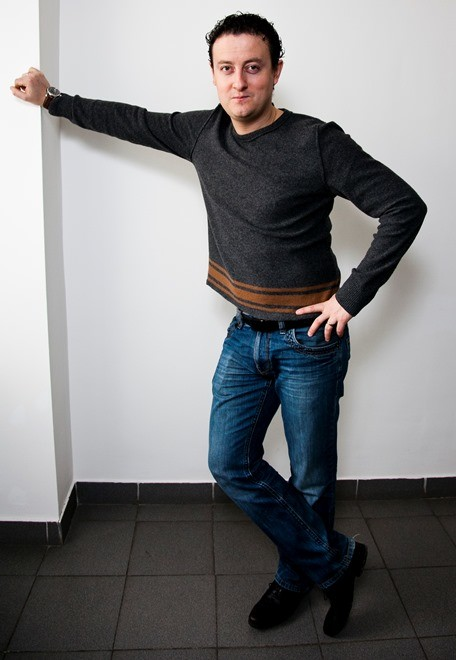
Станислав Ярушин
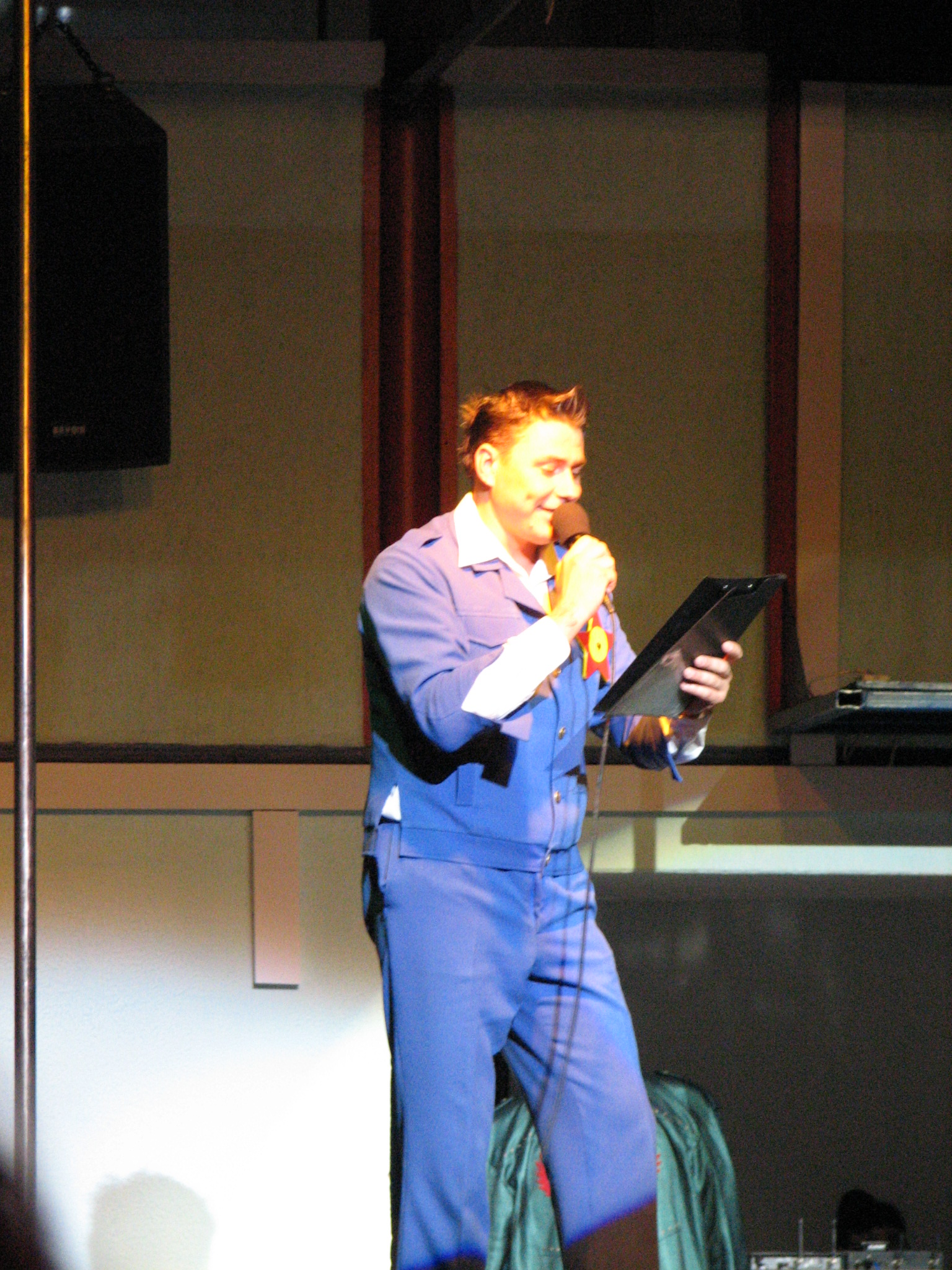
Аркадий Лапухин в роли «вечного школьника»

- Сергей Писаренко
- Евгений Никишин
- Станислав Ярушин
- Александр Журин
- Аркадий Лапухин
- Валентин Арнольд
- Денис Никишин
- Олег Ярушин
- Платон Генин
- Вячеслав Дусмухаметов
- Кирилл Огошков
- Денис Хорошун
- Дмитрий Табарчук
- Константин Золотарёв
- Дмитрий Баранов
- Дмитрий Бурьянов
- Дмитрий Косолапов
- Альберт Галиуллин
- Александр Шимко
- Светлана Лукашова

## ПостКВН
Почти половина участников команды стали известными людьми (Актёры, продюсеры, сценаристы и т.д):
Сергей Писаренко и Евгений Никишин, а также Александр Журин снимались в фильме «ЛОпуХИ» и юмористической передаче «Бла-бла шоу» на телеканале РЕН ТВ.
Сергей Писаренко и Евгений Никишин — актёры юмористического шоу «Дизель-шоу».
Аркадий Лапухин — с 2007 по 2010 год был актёром юмористического шоу «Вечерний квартал» от Студии Квартал-95.
Станислав Ярушин — актёр сериалов «Универ» и «Универ. Новая общага», фронтмен команды КВН «ЛУНа».
Кирилл Огошков — российский сценарист и продюсер, лауреат премии ТЭФИ 2008 года.
Вячеслав Дусмухаметов — генеральный (2017-2018), креативный продюсер телеканала ТНТ.
Денис Хорошун — сценарист, автор телевизионных юмористических программ, скетчкомов «6 кадров», «Валера TV».
Константин Золотарёв — продюсер сериалов «Универ» и «Универ. Новая общага» и юмористических шоу от «Comedy Club Production» на телеканале ТНТ.